# Den Danske Mercurius
Den danske Mercurius је био дански месечник, први пут штампан 1. Августа 1666. године а покренуо га је, по краљевој одредби,  новинар и песник Anders Bording. У њему је писано о новостима из иностранства али такође и о актуелностима из малог скандинавског краљевства као нпр., новостима са двора, посетама страних дипломата, прогласима и одредбама, метеоролошким феноменима, пожарима и сл. 
Име Mercurius, по грчком богу Меркуру, је већ у то време било кориштено од неких странх часописа (нпр. Mercure francois из 1605).
После Бордингове смрти 1677. године, овај месечник наставља да излази још 14 година али са умањеним квалитетом и жаром да би се 1691. године и угасио.